# Manuel Fernández de los Senderos
Manuel Fernández de los Senderos (Cadis, 5 de juliol de 1797 - Sevilla, 12 de juny de 18609 fou un militar i enginyer espanyol, acadèmic de la Reial Acadèmia de Ciències Exactes, Físiques i Naturals.
Ingressà a l'Acadèmia d'Artilleria de Segòvia i arribaria a assolir el grau de tinent coronel d'artilleria, així com el de coronel del cos d'infanteria. Fou membre de la Junta Superior Facultativa d'Infanteria i vicepresident de la comissió encarregada d'elaborar el Mapa d'Espanya. Professor de l'Acadèmia de Segovia, fou autor d'un manual d'artilleria. Fou condecorat amb l'encomana de l'Orde d'Isabel la Catòlica i amb l'encomana amb placa de l'Orde de Sant Hermenegild. En 1856 fou escollit acadèmic de la Reial Acadèmia de Ciències Exactes, Físiques i Naturals i hi ingressà amb el discurs Sobre la importancia del estudio de las Matemáticas y su enlace íntimo con el de las Ciencias Físicas y Naturales.

## Obres
- 'Elementos de artillería (1852)